# Назаретян, Рубен
Рубен Ашотович Назаретян (арм. Ռուբեն Աշոտի Նազարեթյան; 5 сентября 1976, Ереван, Армянская ССР, СССР) — армянский игрок в мини-футбол; тренер. Главный тренер и экс-игрок сборной Армении по мини-футболу. С 2020 года советник президента Федерации футбола Армении.

## Биография
Выступал за мини-футбольный клуб «Хайк» из Еревана, в составе которого выиграл три чемпионата и четыре кубка Армении. Также сыграл 22 матча за национальную сборную.
Тренерскую карьеру начал в клубе «Талгриг», к созданию которого также приложил руку. В 2003 (по другим данным, в 2002) году возглавил сборную Армении, оставаясь на посту главного тренера до 2017 года, на протяжении которого сборную возглавлял его помощник Зограб Ниазян. В декабре 2017 года вновь был назначен на пост главного тренера национальной команды.
До 2007 года был главным тренером клуба «Адана».
В 2011 году возглавил команду «Шаумян».
В 2014 году принимал участие в подготовке клуба «Талгриг» к участию в Предварительном раунде Кубка УЕФА 2014/15, хотя клуб не возглавлял. В группе E клуб из Ванадзора, уступив лишь минской «Столице», занял второе место, что не позволило команде пробиться в Основной раунд.
В 2022, 2023 и 2024 годах признавался лучшим футзальным тренером Армении.

## Достижения
Как игрок
- Чемпион Армении (3): 2000/01, 2001/02, 2002/03
- Обладатель Кубка Армении (4): 1999/2000, 2000/01, 2001/02, 2002/03

Как тренер
- Чемпион Армении
- Лучший футзальный тренер Армении (3): 2022, 2023, 2024